# Aeonium
Aeonium là một chi thực vật có hoa trong họ Crassulaceae.

## Các loài
| - Aeonium aizoon - Aeonium appendiculatum - Aeonium arboreum - Aeonium aureum - Aeonium balsamiferum - Aeonium canariense - Aeonium castello-paivae - Aeonium ciliatum - Aeonium cuneatum - Aeonium davidbramwellii - Aeonium decorum - Aeonium glandulosum - Aeonium glutinosum - Aeonium gomerense - Aeonium gorgoneum | - Aeonium goochiae - Aeonium haworthii - Aeonium hierrense - Aeonium leucoblepharum - Aeonium lindleyi - Aeonium nobile - Aeonium sedifolium - Aeonium simsii - Aeonium smithii - Aeonium spathulatum - Aeonium tabuliforme - Aeonium undulatum - Aeonium urbicum - Aeonium valverdense |